# Winkler Dezső
Winkler Dezső (Tét, 1901. július 11. – Budapest, 1985. október 7.) magyar gépészmérnök, Kossuth-díjas (1951).

## Életútja, munkássága
Szülei Winkler Ignác mészárosmester és Reichenfeld Etelka voltak. A brünni német nyelvű műszaki egyetemen 1925-ben szerzett gépészmérnöki oklevelet. 1925-1936 között a győri Rába Magyar Vagon- és Gépgyárban konstruktőr, 1936-1948 között az autóosztály vezető főmérnöke. 1944-45-ben Németországba deportálták. 1948-50-ben a NIK Központi Autótervező Iroda vezetője, 1950-51-ben a saját szervezésű Járműfejlesztési Intézet (JÁFI) – az AUTÓKUT jogelődje – főosztályvezetője, 1951-68 között első igazgatója. 1968-ban vonult nyugállományba.
Új traktorok, autóbuszalvázak, terepjáró gépkocsik tervezésével, dízelmotorok továbbfejlesztésével tűnt ki. A Gépipari Tudományos Egyesület  Gépjármű- és Motortechnikai Szakosztályának elnöke volt.

## Fő művei
- Korszerű járműmotorok szerkezeti felépítése (Budapest, 1952)
- Fékrendszerek (Budapest, 1952)
- Gázmotorok feltöltése (Budapest, 1954)
- Róla: W. D. (Járművek, Mezőgazdasági gépek, 1985/12.)